# 高柳明音(SKE48)の「翼をください」
『高柳明音(SKE48)の「翼をください」』（たかやなぎあかねの つばさをください）は、BSフジで2013年11月20日から2014年9月24日まで不定期放送されたトークバラエティ番組。
また、2014年10月27日から2015年1月26日まで放送された『高柳明音(SKE48)のもっと翼をください』（たかやなぎあかねのもっとつばさをください）についても、本項目で併せて記述する。

## 概要
高柳明音のテレビ初冠番組。
高柳明音をより羽ばたかせるため、各界の第一線で活躍する様々な分野のプロたちによる講義を通して「ゆとりある教育」を施していくトーク&体験バラエティ番組。

## 出演者
- 高柳明音（SKE48・NMB48兼任）
- 木下隆行（TKO）[注 1]

## 放送日程

### 「翼をください」
| 回 | 放送日          | 放送時間    | 内容                                                                                                 | 羽ばたきゲスト・羽ばたきティーチャー                                                                             | ゲストSKE48                    | その他ゲスト                              |
| -- | --------------- | ----------- | --- | --- | ------------------------------ | ----------------------------------------- |
| 1  | 2013年 11月20日 | 24:00-24:30 | 羽ばたきトーク 夢を叶える為の…羽ばたき診断                                                           | 大野愛地（ヘッドスピン世界記録保持者） 山本千尋（世界ジュニア武術選手権大会チャンピオン）                        | 木本花音 柴田阿弥              | 天一華（人間スキャナー）                  |
| 2  | 12月25日        | 24:00-24:30 | 羽ばたきトーク フリースタイルフットボールに挑戦                                                      | 徳田耕太郎（2012年フリースタイルフットボール世界王者） 明渡隆祐（鳥のいるカフェ オーナー）                       | 木本花音 柴田阿弥              | オラキオ（弾丸ジャッキー）                |
| 3  | 2014年 1月3日   | 23:30-24:00 | 新春スペシャル SKE48メンバーあけおめ生報告 SKE48電話出演：柴田阿弥、梅本まどか、斉藤真木子、大矢真那 | 新春スペシャル SKE48メンバーあけおめ生報告 SKE48電話出演：柴田阿弥、梅本まどか、斉藤真木子、大矢真那             | 中西優香 古川愛李              | 安田大サーカス                            |
| 4  | 2月26日         | 24:00-24:30 | 羽ばたきトーク フリースタイルRAP講座                                                                 | ダースレイダー（高速回転頭脳ラッパー）                                                                           | -                              | -                                         |
| 5  | 3月30日         | 15:30-16:00 | 佐賀スペシャル                                                                                       | - | 石田安奈 矢方美紀              | 石橋美里 （女子大生ファルコナー（鷹匠）） |
| 6  | 4月30日         | 24:00-24:30 | SKE48メンバー羽ばたき女子会                                                                          | 大関綾（ノーブル・エイペックス社長） 安倍真紀（クライアントパートナーズ社長）                                    | 大矢真那 木下有希子 梅本まどか | -                                         |
| 7  | 5月28日         | 24:00-24:30 | 羽ばたきトーク 「うまい仏」作りに挑戦                                                                | ナバリ（忍者デリバリー） とむクン（生後6ヶ月・番組スタッフの子） 栗原美穂（ママ写真家） 河地貢士（現代美術作家） | 梅本まどか 岩永亞美            | -                                         |
| 8  | 6月25日         | 24:00-24:30 | 大人女子力をUPさせよう！                                                                             | 絵音（ビッグリボン代表取締役） おかざきなな（恋愛つやコンサルタント）                                            | 東李苑 佐藤実絵子 宮前杏実     | 木本武宏（TKO）                           |
| 9  | 7月30日         | 24:00-24:30 | 大人女子力をUPさせよう！                                                                             | 絵音（ビッグリボン代表取締役） おかざきなな（恋愛つやコンサルタント）                                            | 東李苑 佐藤実絵子 宮前杏実     | 木本武宏（TKO）                           |
| 10 | 8月27日         | 24:00-24:30 | 残暑お見舞い申し上げますSP! SKE48電話出演：佐藤実絵子、竹内舞、都築里佳、大矢真那                    | 残暑お見舞い申し上げますSP! SKE48電話出演：佐藤実絵子、竹内舞、都築里佳、大矢真那                                | 大場美奈 加藤るみ              | 大赤見展彦（ヴィンテージ ）               |
| 11 | 9月24日         | 24:00-24:30 | MCとして番組への愛情が試されるクイズ これまでの放送を振り返りクイズSP                                | - | 古川愛李                       | -                                         |

### 「もっと翼をください」
| 回 | 放送日          | 放送時間    | 内容 | 羽ばたきゲスト 羽ばたきティーチャー | ゲストSKE48         | その他ゲスト |
| -- | --------------- | ----------- | --- | ----------------------------------- | ------------------- | ------------ |
| 1  | 2014年 10月27日 | 24:00-24:25 | きき卵に挑戦!ブランド卵の種類を言い当てろ! ききふりかけに挑戦!ふりかけの味を言い当てろ!                                                             | オラキオ体操クラブ                  | 神門沙樹 惣田紗莉渚 | -            |
| 2  | 11月24日        | 24:00-24:25 | 番組発のヒット商品を作ろう!（ふりかけピザ×丸美屋） 第1弾 ふりかけピザを売り込もう! 第2弾 ご飯一升（10合）食べきるまで帰れないっしょー!              | 団長安田、HIRO （安田大サーカス）   | -                   | -            |
| 3  | 12月29日        | 14:30-14:55 | 動物たちとふれあって癒されちゃおう! 2015年の干支ヒツジと一緒に写真を撮って年賀状を作り視聴者プレゼントにしよう! こだわり食感ふりかけに合うお米探し! | 弾丸ジャッキー パンク町田           | 矢方美紀 高木由麻奈 | 西島豊造     |
| 4  | 2015年 1月26日  | 24:00-24:25 | 動物とふれあおう!企画Part2 こだわり食感ふりかけに合うお米を探そう!                                                                                  | 弾丸ジャッキー パンク町田           | 矢方美紀 高木由麻奈 | 西島豊造     |

## スタッフ
「翼をください」
- ナレーター：田中亮一
- 構成：森泉たつひで、下田雄大、藤原ちぼり
- タイトル：小川耕平
- CAM：井出雅之
- 音声：東村康司
- 美術：本田邦宏
- 編集：岩下英生
- MA：長田浩幸
- 音響効果：土井隆昌
- 技術協力：禮
- 美術協力：フジアール
- 撮影協力：鳥のいるカフェ
- 協力：スイーツパラダイス、エイベックス・エンタテインメント
- 広報：渡辺裕予
- 編成：竹岡直弘
- AP：吉岡沙織
- ディレクター：宮野敏一
- プロデューサー：座間隆司
- 制作協力：株式会社ティーズアップ・エンタテインメント、株式会社10＋4
- 制作著作：BSフジ

## 主題歌
- オープニング・エンディング

「翼をください」
- 賛成カワイイ!（#1 - #4）
- 未来とは?（#5 - #9）
- 不器用太陽（#10、#11）

「もっと翼をください」
- 不器用太陽（#1、#2）
- 12月のカンガルー（#3、#4）